# Microsoft Teams
Мајкрософт Тимс (енгл. Microsoft Teams) је универзална платформа за комуникацију и сарадњу која комбинује размену инстант порука између сарадника, видео састанке, складиштење датотека (укључујући колаборацију око датотека) и интеграцију апликација. Услуга се интегрише са пакетом Офис 365 и нуди проширења која се могу интегрисати са производима који нису Мајкрософт. Мајкрософт Тимс је конкурент услугама као што је Слек и представља наследника и надоградњу платформе Мајкрософт Скајп за посао.
Мајкрософт је покренуо услугу Тимс 14. марта 2017. Настао је током интерног хакатона у седишту компаније, а тренутно га води Брајен Макдоналд, корпоративни потпредседник компаније Мајкрософт. 

## Историјат
- 4. марта 2016. године појавила се вест да је Мајкрософт размишљао да понуди 8 милијарди долара за Слек, али да је Бил Гејтс био против куповине, сматрајући да би компанија уместо тога требало да се усредсреди на побољшање Скајпа за посао.[9] Ки Лу, извршни потпредседник апликација и услуга, био је главни заговорник куповине Слека.  Након одласка Луа касније те године, Мајкрософт је 2. новембра 2016. године објавио Тимс као директну конкуренцију Слеку .[10][11]

- Мајкрософт је 3. маја 2017. најавио да ће Тимс заменити Мајкрософт учионицу у Офис 365 Образовање (раније познат као Офис 365 за Образовање). [12][13]  7. септембра 2017. корисници су почели да добијају поруку у којој је писало „Скајп за посао је сада Мајкрософт Тимс“.  Ово је потврђено 25. септембра 2017. на Мајкрософтовој годишњој конференцији Ignite. [14]

- 12. јула 2018. Мајкрософт је најавио бесплатну верзију Мајкрософт Тимс, нудећи већину комуникационих опција платформе без накнаде, али ограничавајући број корисника и капацитет складишта за датотеке тима. [15]

- У јануару 2019. Мајкрософт је објавио надоградњу усмерену ка „раднике на првој линији“ ради побољшања интероперабилности Мајкрософт Тимс-а између различитих рачунара за раднике у малопродаји. [16] [17]

- 19. новембра 2019. Мајкрософт је објавио да је Тимс досегао 20 милиона активних корисника[18], у односу на 13 милиона у јулу. [19] Најављена је "Воки токи" функција почетком 2020. године која користи push-to-talk на паметним телефонима и таблетима преко бежичне мреже или мобилних података. Функција је дизајнирана за запослене који разговарају са купцима или обављају свакодневне операције. [20]

- 19. марта 2020, Мајкрософт је објавио да је Тимс достигао 44 милиона корисника дневно, делом и због пандемије КОВИД-19 . [21] Мајкрософт је известио да су до априла 2020. Тимс достигао 75 милиона корисника дневно. Једног дана у априлу евидентирано је 4,1 милијарду минута састанка. [22]

- 22. јуна 2020. године Мајкрософт је објавио да ће услуга живог преноса игара Миксер, коју су раније купили, угасити у јулу и да ће запослени бити премештени у одељење Тимс. [23]

## Карактеристике

### Тимови
Тимс омогућава заједницама, групама или тимовима да се придруже путем одређене УРЛ адресе или позивнице коју је послао администратор или власник тима. Тимс за образовање омогућава администраторима и наставницима да формирају засебне тимове за часове, заједнице професионалног учења (ПЛЦ), особље и све заједно. 

### Канали
Унутар тима чланови могу да формирају канале. Канали су теме разговора које омогућавају члановима тима да комуницирају без употребе е-поште или групних СМС-ова. Корисници могу одговарати на поруке текстом, као и сликама, гифовима и специјално израђеним мимовима . 
Директне поруке омогућавају корисницима да шаљу приватне поруке одређеном кориснику, уместо групи људи. 
Конектори су независне услуге које могу да постављају информације на каналу. Конектори укључују услуге МailChimp,  Фејсбук странице, Твитер, PowerBI и Бинг Новости . 

### Позиви
- Размена тренутних порука
- Интернет телефонија (ВоИП)
- Видео конференције унутар клијентског софтвера

Тимс подржа конференцијске позиве преко јавне комутиране телефонске мреже омогућавајући корисницима позивање телефонских бројева из апликације. 

### Састанак
Састанци могу да се заказују или праве ад-хок, а корисници при доласку на канал могу да виде да је састанак тренутно у току. Тимс такође има додатак за Мајкрософт Аутлук за упућивање позива на Тимс састанак.  Ово подржава хиљаде корисника који се могу повезати путем објављеног линка састанка. 

#### Тимс догађаји уживо
Тимс догађаји уживо замењују услугу Скајп емитовање састанка, пружајући могућност да се емитује ка до 10.000 корисника Тимс-а, Јамер-у или Мајкрософт Стрим-а. 

### Образовање
Мајкрософт Тимс омогућава наставницима да дистрибуирају, пружају повратне информације и оцењују задатке ученика предате преко Тимс-а помоћу картице Задаци, доступне корисницима на Офис 365 за образовање.  Квизови се такође могу пласирати студентима путем интеграције са услугом Офис Форме . 

### Протоколи
Мајкрософт Тимс је заснован је на великом броју Мајкрософтових специфичних протокола.  Видео конференције се реализују преко протокола МНП24, познатог из Скајпа. Протокол МС-СИП из Скајпа за посао више се не користи за повезивање Тимс клијената. VoIP и клијенти за видео конференције који се заснивају на СИП-у и Х.323 могу се повезати на Тимс само преко посебних мрежних пролаза. 